# Equações de Maxwell em espaço-tempo curvo
Na física, as equações de Maxwell no espaço-tempo curvo governam a dinâmica do campo eletromagnético no espaço-tempo curvo
 (onde a métrica não pode ser a métrica de Minkowski) ou quando se usa um sistema , não necessariamente cartesiano, arbitrário de coordenadas. Estas equações podem ser vistas como uma generalização das equações de Maxwell, que são normalmente formuladas nas coordenadas locais do espaço-tempo plano. Entretanto porque a relatividade geral dita que a presença de campos eletromagnéticos (ou energia/matéria em geral) induzem curvatura do espaço-tempo, as equações de Maxwell no espaço-tempo plano devem ser vistas como uma aproximação.

## Campo electromagnético
O campo electromagnético é um tensor antissimétrico covariante de classe 2, que pode ser definido em termos de potencial electromagnético por
{\displaystyle F_{\alpha \beta }\,=\,\partial _{\alpha }A_{\beta }\,-\,\partial _{\beta }A_{\alpha }\,.}
Para verificar que esta equação é invariante, podemos transformar as coordenadas (tal como descrito no tratamento clássico de tensores)
{\displaystyle {\begin{aligned}{\bar {F}}_{\alpha \beta }&={\frac {\partial {\bar {A}}_{\beta }}{\partial {\bar {x}}^{\alpha }}}\,-\,{\frac {\partial {\bar {A}}_{\alpha }}{\partial {\bar {x}}^{\beta }}}\\&=\,{\frac {\partial }{\partial {\bar {x}}^{\alpha }}}\left({\frac {\partial x^{\gamma }}{\partial {\bar {x}}^{\beta }}}A_{\gamma }\right)\,-\,{\frac {\partial }{\partial {\bar {x}}^{\beta }}}\left({\frac {\partial x^{\delta }}{\partial {\bar {x}}^{\alpha }}}A_{\delta }\right)\\&=\,{\frac {\partial ^{2}x^{\gamma }}{\partial {\bar {x}}^{\alpha }\,\partial {\bar {x}}^{\beta }}}A_{\gamma }\,+\,{\frac {\partial x^{\gamma }}{\partial {\bar {x}}^{\beta }}}{\frac {\partial A_{\gamma }}{\partial {\bar {x}}^{\alpha }}}\,-\,{\frac {\partial ^{2}x^{\delta }}{\partial {\bar {x}}^{\beta }\,\partial {\bar {x}}^{\alpha }}}A_{\delta }\,-\,{\frac {\partial x^{\delta }}{\partial {\bar {x}}^{\alpha }}}{\frac {\partial A_{\delta }}{\partial {\bar {x}}^{\beta }}}\\&=\,{\frac {\partial x^{\gamma }}{\partial {\bar {x}}^{\beta }}}{\frac {\partial x^{\delta }}{\partial {\bar {x}}^{\alpha }}}{\frac {\partial A_{\gamma }}{\partial x^{\delta }}}\,-\,{\frac {\partial x^{\delta }}{\partial {\bar {x}}^{\alpha }}}{\frac {\partial x^{\gamma }}{\partial {\bar {x}}^{\beta }}}{\frac {\partial A_{\delta }}{\partial x^{\gamma }}}\\&=\,{\frac {\partial x^{\delta }}{\partial {\bar {x}}^{\alpha }}}{\frac {\partial x^{\gamma }}{\partial {\bar {x}}^{\beta }}}\,\left({\frac {\partial A_{\gamma }}{\partial x^{\delta }}}\,-\,{\frac {\partial A_{\delta }}{\partial x^{\gamma }}}\right)\\&=\,{\frac {\partial x^{\delta }}{\partial {\bar {x}}^{\alpha }}}{\frac {\partial x^{\gamma }}{\partial {\bar {x}}^{\beta }}}\,F_{\delta \gamma }\ .\end{aligned}}}
Esta definição implica que o campo electromagnético satisfaz
{\displaystyle \partial _{\lambda }F_{\mu \nu }+\partial _{\mu }F_{\nu \lambda }+\partial _{\nu }F_{\lambda \mu }=0\,}
que incorpora a lei de indução de Faraday e lei de Gauss para o magnetismo. Isto é demonstrado por
{\displaystyle \partial _{\lambda }F_{\mu \nu }+\partial _{\mu }F_{\nu \lambda }+\partial _{\nu }F_{\lambda \mu }\,}
{\displaystyle =\,\partial _{\lambda }\partial _{\mu }A_{\nu }-\partial _{\lambda }\partial _{\nu }A_{\mu }+\partial _{\mu }\partial _{\nu }A_{\lambda }-\partial _{\mu }\partial _{\lambda }A_{\nu }+\partial _{\nu }\partial _{\lambda }A_{\mu }-\partial _{\nu }\partial _{\mu }A_{\lambda }\,=0\,.}
Embora parece ter 64 equações em Faraday-Gauss, elas realmente reduzem-se a apenas quatro equações independentes
. Utilizando a antisimetria do campo electromagnético pode-se reduzir a uma identidade (0 = 0) ou tornar redundante todas as equações, com excepção para aqueles com λ, μ, ν = 1,2,3; ou 2,3,0; ou 3,0,1; ou 0,1,2.
A equação de Faraday-Gauss é por vezes escrita
{\displaystyle F_{[\mu \nu ;\lambda ]}\,=\,F_{[\mu \nu ,\lambda ]}\,=\,{\frac {1}{6}}\left(\partial _{\lambda }F_{\mu \nu }+\partial _{\mu }F_{\nu \lambda }+\partial _{\nu }F_{\lambda \mu }-\partial _{\lambda }F_{\nu \mu }-\partial _{\mu }F_{\lambda \nu }-\partial _{\nu }F_{\mu \lambda }\right)\,}
{\displaystyle =\,{\frac {1}{3}}\left(\partial _{\lambda }F_{\mu \nu }+\partial _{\mu }F_{\nu \lambda }+\partial _{\nu }F_{\lambda \mu }\right)=0\,}
onde o ponto e vírgula indica uma derivada covariante, vírgula indica uma derivada parcial, e colchetes indicam anti-simetrização (Veja Gregorio Ricci-Curbastro). A derivada covariante do campo eletromagnético é
{\displaystyle F_{\alpha \beta ;\gamma }\,=\,F_{\alpha \beta ,\gamma }-{\Gamma ^{\mu }}_{\alpha \gamma }F_{\mu \beta }-{\Gamma ^{\mu }}_{\beta \gamma }F_{\alpha \mu }\,}
onde Γαβ γ é o símbolo de Christoffel que é simétrico em seus índices mais baixos.